# Бортко Володимир Володимирович (старший)
Володи́мир Володи́мирович Бортко́ (27 вересня 1924, Курськ — 12 березня 1983, Москва) — російський радянський та український радянський театральний режисер. Заслужений діяч мистецтв УРСР з 1968 року. Батько режисера, сценариста, актора Володимира Бортка.

## Життєпис
Народився 27 вересня 1924 року в місті Курську (нині Російська Федерація). У шкільні роки займався у театральній студії Курського міського Будинку піонерів, де став провідним виконавцем ролей.
У Червоній армії з 6 серпня 1942 року. Брав участь у німецько-радянській війні. Служив у 35-му гвардійському мінометному полку. Брав участь у Сталінградській битві, де отримав тяжке поранення, що призвело до інвалідності (втратив ногу). Нагороджений медаллю «За відвагу» (5 лютого 1943), орденом Червоної Зірки. Член ВКП(б) з 1946 року.
1949 року закінчив Інститут театрального мистецтва у Москві. Спочатку працював у Москві: протягом 1949—1957 років — у Драматичному театрі на Малій Бронній; у 1957—1964 роках — у Драматичному театрі імені Миколи Гоголя.
У 1964—1971 роках очолював Одеський російський драматичний театр імені Андрія Іванова. Був спеціальним кореспондентом газети «Советская культура» по Україні.
У 1971—1974 роках обіймав посаду головного режисера Волгоградського драматичного театру; у 1976—1982 роках очолював Курський драматичний театр імені Олександра Пушкіна.
Помер у Москві 12 березня 1983 року, де і похований на Головинському кладовищі.

## Творчість
Здійснив постановки вистав:
Театр на Малій Бронній
- «Сильні духом» Дмитра Медведєва
- «Назар Стодоля» Тараса Шевченка (1951);
- «Не називаючи прізвищ» Василя Минка (1953[a]);

Одеський драматичний театр
- «Вдівець» Олександра Штейна;
- «У день весілля» Віктора Розова (1964);
- «Сто чотири сторінки про любов» Едварда Родзинського (1964);
- «Різдво в домі синьйора Куп'єлло» Едуардо де Філіппо (1965);
- «Коли мертві оживають» Івана Рачади[b] (1965);
- «Дон Кіхот іде в бій» Вадима Коростильова (1965);
- «Втеча» Михайла Булгакова (1967);
- «Всього тринадцять місяців: (Пушкін в Одесі)» Юрія Динова (1969);
- «Пам'ять серця» Олександра Корнійчука (1970);

Курський драматичний театр
- «Таблетка під язик» Андрія Макайонка (перша вистава у Курському театрі)[3];
- «Полк іде» за романом Михайлом Шолоховим «Вони боролися за Батьківщину» (1977)[c][d];
- «Час пік» Єжи Ставінського (1977);
- «Різдво в будинку сеньйора Куп'єлло Едуардо де Філіппо» (1978);
- «Качине полювання» Олександра Вампілова (1979);
- «Фаворит» Дьюли Ієша[e] (1979);
- «Сині коні на червоній траві» Михайла Шатрова (1980);
- «Дядя Ваня» Антона Чехова (1981);
- «Пробач мені» за повістю Віктора Астаф'єва «Зіркопад» (1982[f]).

## Вшанування
17 вересня 2016 року на честь Володимира Бортка на приміщенні Курскою обласної філармонії встановлено меморіальну дошку.

## Виноски
1. ↑  Перша постановка на російській сцені.
2. ↑  Цю п'єсу режисер поставив і у Львівському театрі імені Марії Заньковецької, де одну з ролей зіграв починаючий актор Богдан Ступка[6]
3. ↑  За найкраще втілення військово-патріотичної теми на сцені у виставі «Полк йде», рішенням Головного Політичного Управління Армії та Флоту, разом з іншими, нагороджений Срібною медаллю імені народного артиста СРСР О. Д. Попова[3].
4. ↑  Вистава була учасником показу кращих вистав Росії у Москві та на шолоховському фестивалі в Ростові-на-Дону. З цією виставою театр виїжджав на гастролі до Чехословаччини у 1979 році, до Монголії у 1980 році та до Німеччини у 1981 році[3].
5. ↑  Вистава взяла участь у огляді вистав угорської драматургії, а Володимир Бортко був нагороджений Дипломом Угорської Народної Республіки[3].
6. ↑  Остання постановка Володимира Бортка у Курському театрі[3].